# A Lamela (Baños de Molgas)
A Lamela es un lugar situado en la parroquia de Coucieiro, del concello de Baños de Molgas, comarca de Allariz-Maceda, en la provincia de Orense, Galicia, España.